# Jerzy Lysy
Jerzy Lysy (ur. 15 czerwca 1955 w Bochni) – inżynier budownictwa, wieloletni działacz samorządowy, społecznik, w l. 1995-2014 wójt gminy Bochnia.

## Życiorys
Absolwent Państwowej Szkoły Muzycznej im. prof. Jerzego Żurawlewa w Bochni oraz klasy matematyczno-fizycznej w Liceum Ogólnokształcącym im. Króla Kazimierza Wielkiego w Bochni (1974). W 1979 ukończył studia na Wydziale Budownictwa Lądowego Politechniki Krakowskiej. W latach 1991–1995 był zastępcą wójta gminy Bochnia. Od 1995 do 2014 pełnił funkcję wójta tej gminy. W latach 1998–2002 był radnym Powiatu Bocheńskiego, pełnił funkcję wiceprzewodniczącego Rady. W latach 2018–2024 był radnym Rady Miasta Bochni.
W rankingu samorządowego pisma „Wspólnota” kierowany przez niego samorząd znalazł się na 16. miejscu w kategorii gmin wiejskich pod względem pozyskiwania środków zewnętrznych, rozwoju infrastruktury technicznej oraz sposobu zarządzania w kadencji 2010–2014.
W trakcie swojej działalności samorządowej jako inżynier zaprojektował społecznie w swojej gminie 10 sal gimnastycznych oraz krytą pływalnię i sztuczne lodowisko w Proszówkach koło Bochni (jest uprawnionym projektantem w branży konstrukcyjnej i architektonicznej, posiada również uprawnienia budowlane wykonawcze). Na powstałej w l. 1998-2000 pływalni w Proszówkach zgodnie z jego projektem zamontowano 106 kolektorów słonecznych oraz 2 pompy ciepła, co przyczyniło się do zwiększenia poziomu wykorzystania energii odnawialnej w gminie jako jednej z pierwszych w Małopolsce. W 2005 opracował projekt pomnika upamiętniającego zamordowanych przez Niemców mieszkańców wsi Grabina.  

## Nagrody
- W 2001 został wybrany do 10-tki najlepszych polskich wójtów (konkurs TVP pod egidą Marszałka Senatu RP)[5]

## Działalność społeczna
- współzałożyciel apolitycznego Stowarzyszenia Bochnia i Ziemia Bocheńska – RAZEM (działającego od 1999 r. na rzecz rozwoju Bochni i regionu), gdzie pełni funkcję prezesa zarządu[6],
- współtwórca i szef Rady utworzonej w 2006 r. Fundacji im. dr Anny Trzaski-Wilkońskiej, która przekazała miejscowemu szpitalowi sprzęt o wartości ponad 320 tys. zł[7][8]
- jest członkiem założycielem Polskiego Klubu Infrastruktury Sportowej (2005; obecnie – Klubu Sportowa Polska)[9]